# Bongeunsa (métro de Séoul)
Bongeunsa (en coréen : 봉은사역) est une station de passage de la ligne 9du métro de Séoul. Elle est située, sous la Bongeunsa-ro, dans l'arrondissement de Gangnam-gu, à Séoul en Corée du Sud.
Ouverte en 2015 sur la ligne 9. Elle est desservie par les rames omnibus et express qui circulent sur la ligne 9.

## Situation sur le réseau

Plan du réseau (2023)

La station souterraine de passage Bongeunsa de la ligne 9 du métro de Séoul, est situé entre la station Samseong Jungang, en direction du terminus nord/ouest Gaehwa, et la station Complex Sportif, en direction du terminus sud/est VHS Medical Center.

## Histoire
La station de passage Bongeunsa, de La ligne 9 est mise en service lors du prolongement de la ligne de Sinnonhyeon à Complex Sportif le 28 mars 2015. Puis la ligne est de nouveau prolongé jusqu'au terminus, actuel, VHS Medical Center le 1er décembre 2018.

## Services aux voyageurs

### Accès et accueil
Établie au 601 Bongeunsa-ro, la station dispose de 7 accès numérotés 1 à 7. Elle est organisée sur trois niveaux souterrains reliés par des escaliers et des ascenseurs. Elle est équipée d'automates notamment pour l'achat titres de transport.

Instatllations
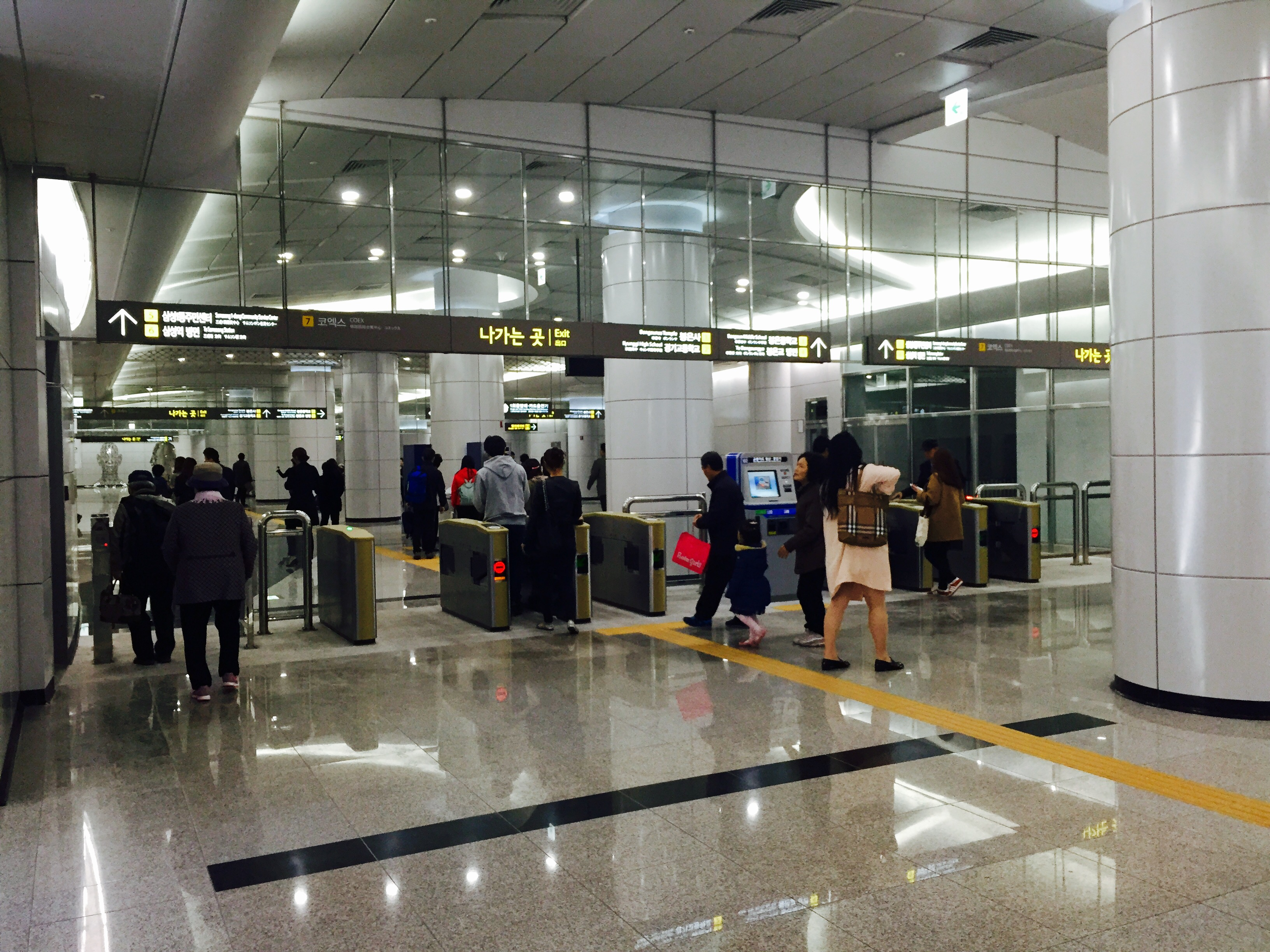
En 2015.
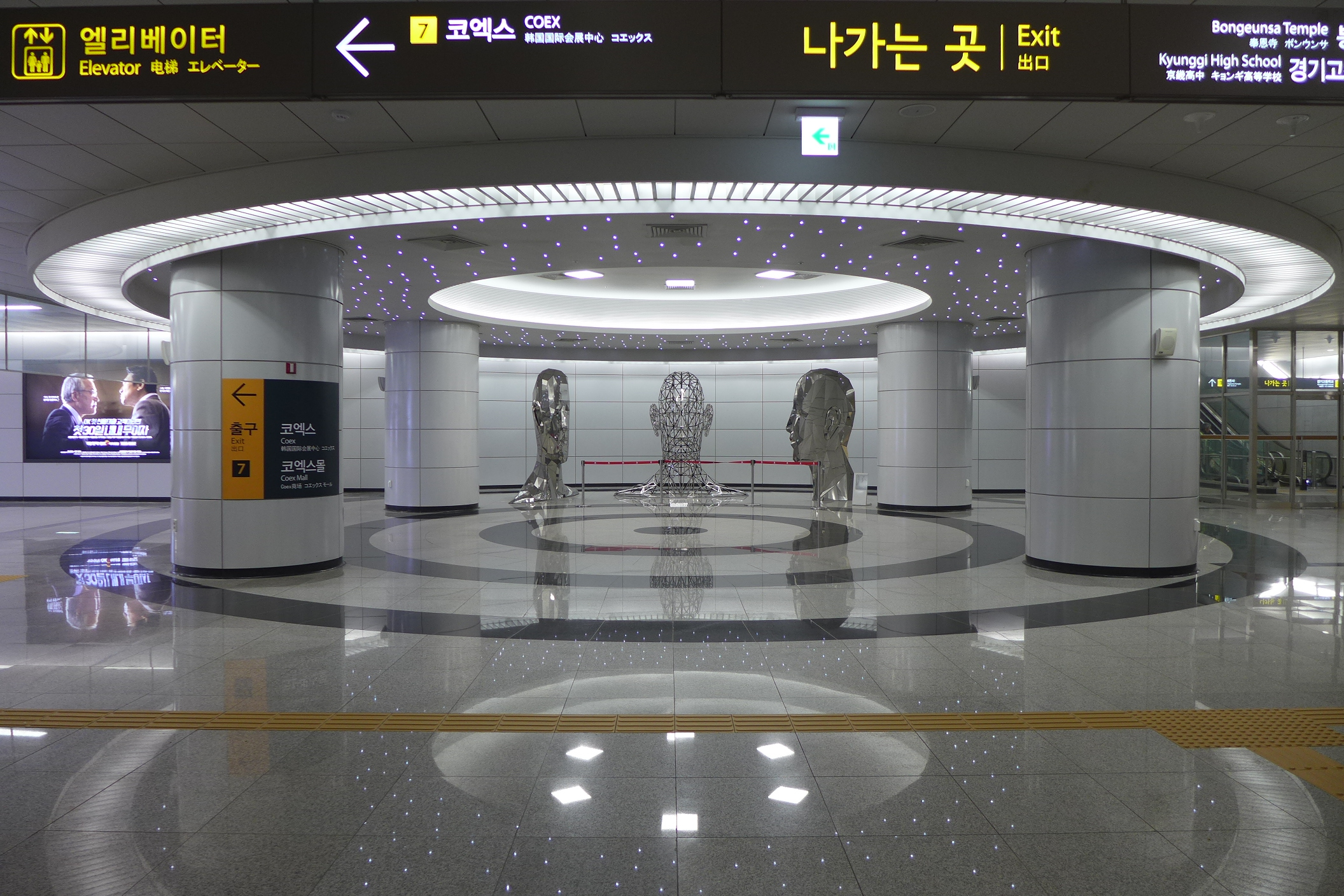
En 2016.
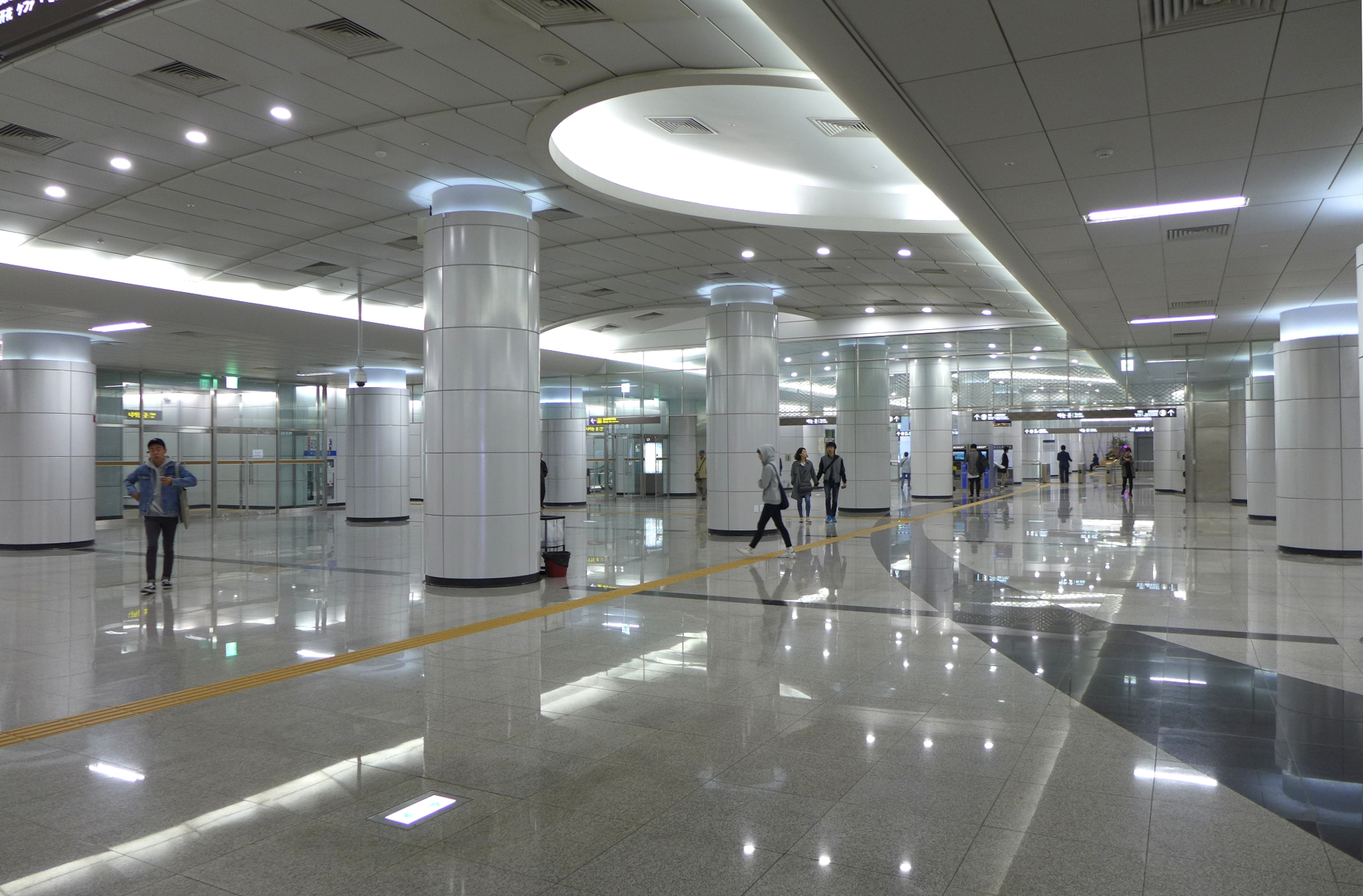
En 2016.

### Desserte
Samseong Jungang est desservie par les rames omnibus et express qui circulent sur la ligne 9.

Instatllations
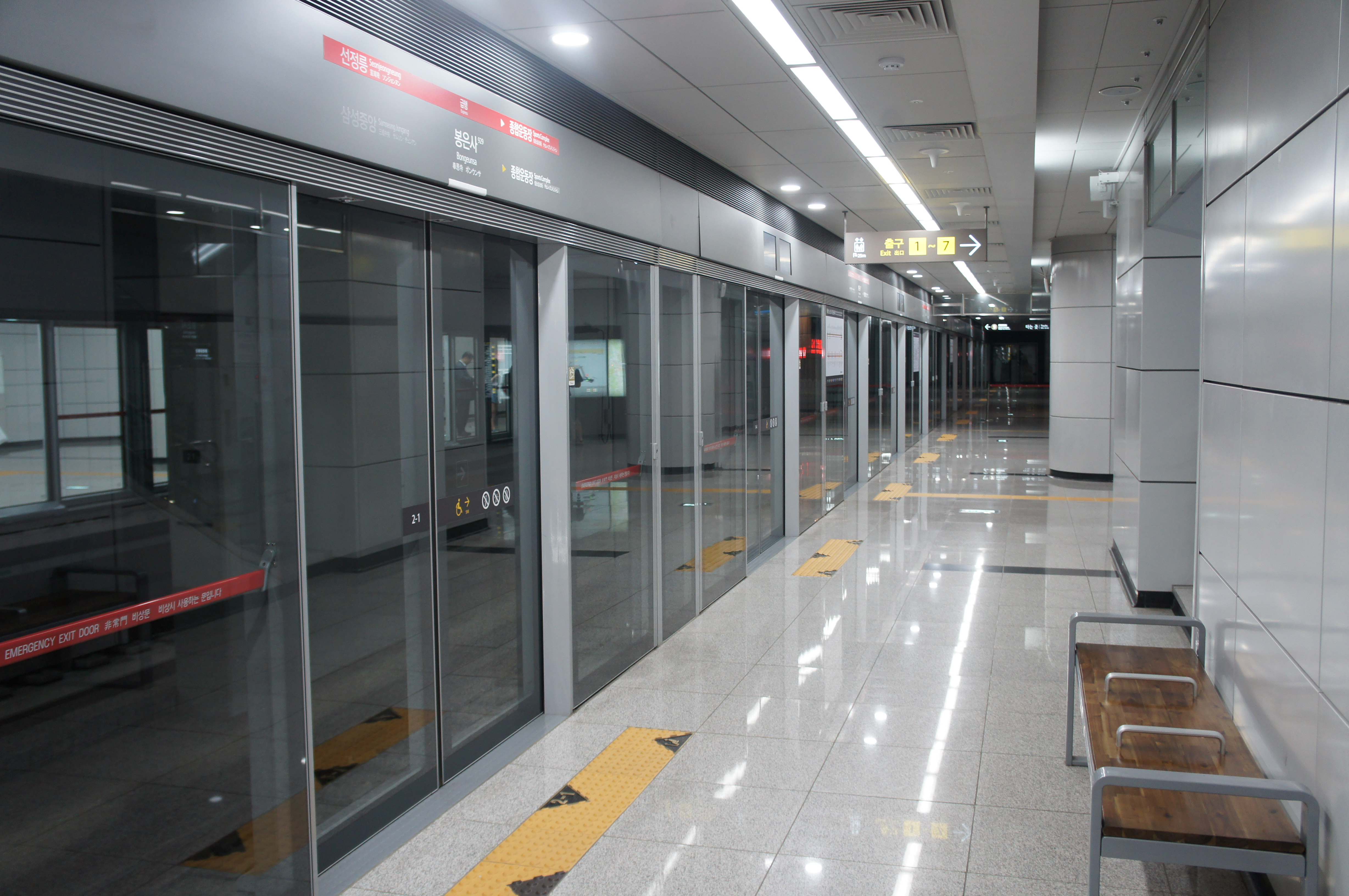
En 2016.
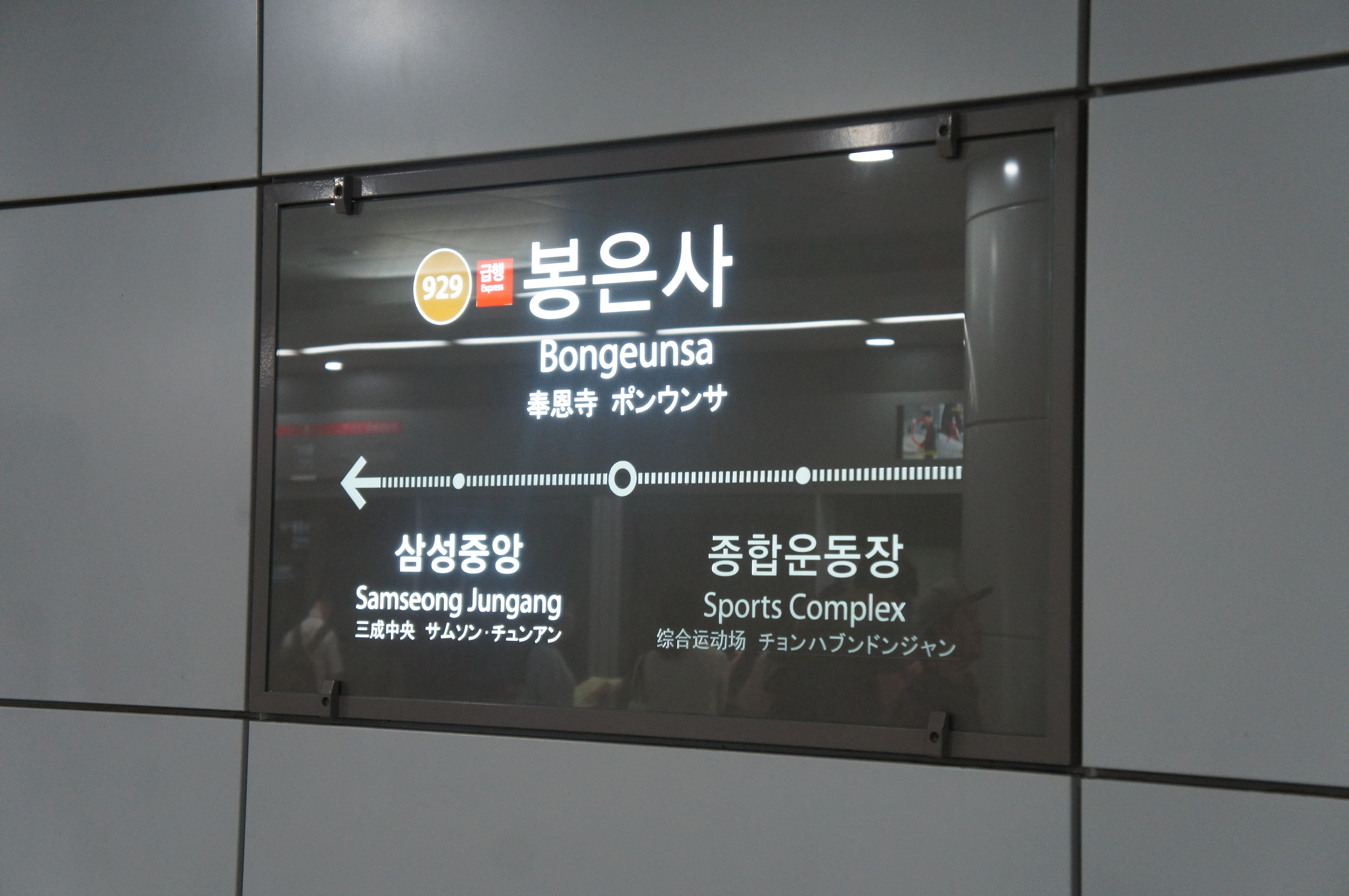
En 2016.
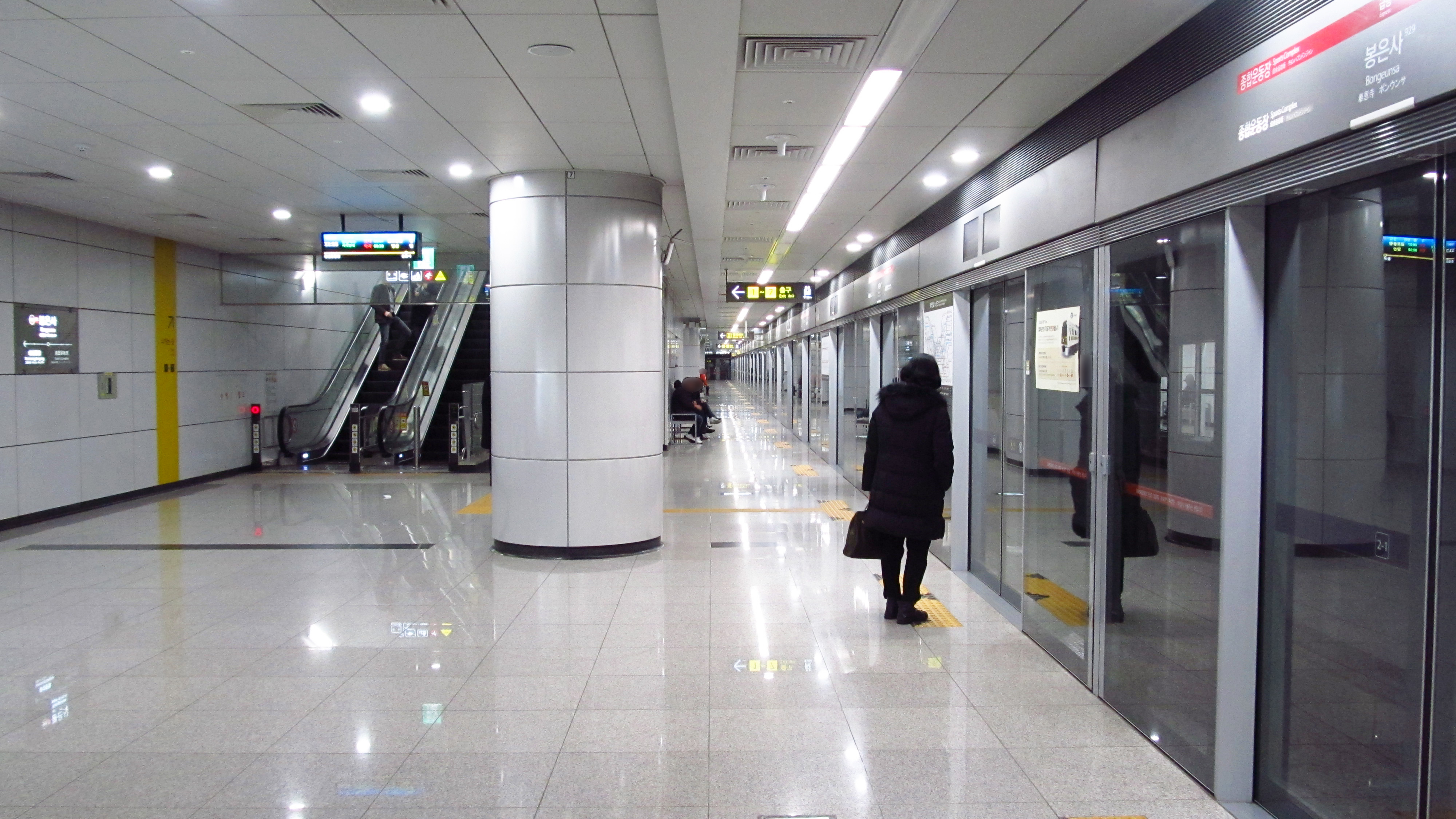
En 2018.

### Intermodalité
Des arrêts de bus sont situés près des accès sur la Teheron-ro.

## À proximité
On y trouve notamment le temple Bongeunsa.